# 674 هـ
674 هـ هي سنة في التقويم الهجري امتدت مقابلةً في التقويم الميلادي بين سنتي 1275 و1276.

## أحداث
- معركة الدونونية

## مواليد
- محمود بن عبد الرحمن الأصفهاني
- عز الدين بن جماعة (عالم دين)

## وفيات
- سديد الدين التزمنتي